# Maurus von Parenzo
Maurus von Parenzo (lateinisch Maurus Parentinus, italienisch Mauro di Parenzo, kroatisch Mauro Porečki) ist ein christlicher Heiliger. Er lebte der Legende nach im 3. Jahrhundert und gilt als erster namentlich bekannter Bischof von Parentinum auf Istrien. 
Maurus starb der Legende nach während der Christenverfolgungen zu Zeiten Kaiser Diokletians als Märtyrer. Sonst ist über sein Leben nichts bekannt. Maurus trug allerdings den Beinamen Confessor, was vielfach so gedeutet wurde, dass er unter Bekenntnis seines Glaubens gestorben war. Später wurden jedoch nur die so Gestorbenen als Märtyrer bezeichnet, den Beinamen Confessor behielt man den Überlebenden vor. Dies führte zu der Annahme, dass „Maurus Confessor“, wie er häufig genannt wird, zwar die Christenverfolgung überlebte, aber auch, dass er nur ein Priester war, keinesfalls Bischof.
Dass er schon im 4. Jahrhundert auf Istrien als Heiliger verehrt wurde, lässt sich nicht belegen. Die Quellen setzen erst im 5./6. Jahrhundert ein. Möglicherweise wurde ein gleichnamiger Märtyrer mit ihm in der Erinnerung zusammengeführt.
Seine Gebeine waren an seinem Amtsort in einem Oratorium bestattet. Seine Reliquien wurden Mitte des 6. Jahrhunderts in die örtliche Euphrasius-Basilika übertragen, die Bischof Euphrasius von Parenzo als Bischofskirche hatte erbauen lassen. Dort findet sich auch ein Mosaik mit dem Bildnis des hl. Maurus. 
Im 7. Jahrhundert ließ der aus Dalmatien stammende Papst Johannes IV. Maurus’ Gebeine zusammen mit Reliquien anderer dalmatischer und istrischer Heiliger nach Rom in die Venantiuskapelle am Baptisterium des Lateran transferieren. Später gelangten sie nach Genua und von dort 1934 wieder zurück nach Poreč.
Maurus ist der Stadtpatron von Poreč und einer der Patrone des Bistums Poreč-Pula. Außer in Istrien wird er vor allem in Italien verehrt. Sein Gedenktag ist der 21. November.